# 21 d'octubre
El 21 d'octubre és el dos-cents noranta-quatrè dia de l'any del calendari gregorià i el dos-cents noranta-cinquè en els anys de traspàs. Queden 71 dies per finalitzar l'any.

## Esdeveniments
Països Catalans
- 1936 - Girona: Antònia Adroher esdevé la primera regidora -de Cultura i Propaganda- de l'Ajuntament de Girona.[1]
- 1955 - Aigüestortes i Estany de Sant Maurici és declarat Parc Nacional.
- 1972 - Sant Llorenç de Cerdans: Es funda l'Esquerra Catalana dels Treballadors (ECT), primer partit nacionalista català a la Catalunya del Nord.

Resta del món
- 1805 - Cadis, Espanya: Una flota britànica, comandada pel vicealmirall Nelson derrota una flota combinada franco-espanyola a les ordres de l'almirall Villeneuve. La batalla de Trafalgar marca el final del poder marítim francès i deixa a la Royal Navy sense rival fins al segle xx.
- 1895 - Taiwan: La breu República de Formosa cau en ocupar els japonesos l'illa que els havia cedit la Xina, el 17 d'abril, pel Tractat de Shimonoseki.
- 1906 - Santiago de Xile: Es funda el Centre Català de Santiago de Xile.
- 2004 - Brussel·les, Bèlgica: Després de 9 anys d'obres, Romano Prodi hi inaugura la remodelació de l'edifici Berlaymont, seu de la Comissió Europea.
- 2011 - Guaiana Francesa: Es posa en marxa el Sistema Galileo, amb alguns anys d'endarreriment, en enlairar-se el coet rus Soyuz amb els primers dos satèl·lits (d'un total de 30).

- 2016 - El Ciberatac contra Dyn, consistent en múltiples atacs distribuïts de denegació de servei contra els sistemes operats pel proveïdor de Domain Name System (DNS) Dyn, provoca que grans plataformes i serveis d'Internet i romanguessin inaccessibles a un gran nombre d'usuaris d'Europa i Amèrica del Nord.[2][3]

## Naixements
Països Catalans
- 1862 - València: Trinitario Ruiz Valarino fou un advocat i polític valencià[4]
- 1887 - Barcelona: Rafael Campalans i Puig, enginyer, polític i professor universitari català[5]
- 1897 - Madrid: Lina Llubera, soprano catalana, casada durant 18 anys amb el compositor rus Serguei Prokófiev.[6]
- 1958 - Barcelona: Pilar Rahola, periodista, escriptora i política catalana d'ideologia catalanista i independentista.[7]
- 1990 - el Masnou, el Maresme: Ricard Rubio i Vives, jugador de bàsquet.[8]

Resta del món
- 1547, Nàpols: Orsola Benincasa, religiosa i mística, fundadora de les Germanes Teatines.[9]
- 1756, Nuremberg: Philippine Engelhard, intel·lectual i poeta alemanya del grup Universitätsmamsellen[10]
- 1772, Devon, Anglaterra):Samuel Taylor Coleridge, poeta, crític i filòsof anglès[11]
- 1833, Estocolm, Suècia: Alfred Nobel, químic, inventor de la dinamita. Donà tota la seva fortuna per a instituir els Premis Nobel[12]
- 1882, Nova York: Margaret Dumont, actriu còmica nord-americana que participà en el cine dels germans Marx[13]
- 1894, Kaunas, Lituània, Imperi Rus: Varvara Stepànova, artista russa, puntal del constructivisme pictòric soviètic (m. 1958).[14]
- 1906, Worcester, Massachusetts: Lillian Asplund, una de les tres últimes supervivents de l'enfonsament del Titanic[15]
- 1914, Tulsa, EUA: Martin Gardner, matemàtic i divulgador científic estatunidenc  (m. 2010).[16]
- 1921: 
  - Detroit: Jane Briggs Hart, aviadora i candidata a astronauta del projecte dels anys seixanta Mercury 13[17]
  - Northampton, Anglaterra: Malcolm Arnold, compositor britànic[18]
- 1922, París, França: Liliane Henriette Charlotte Schueller, vídua de Bettencourt, hereva de l'imperi cosmètic L'Oréal[19]
- 1925, l'Havana, Cuba: Celia Cruz, una de les cantants de salsa més famoses; obtingué 23 discos d'or[20]
- 1929, Berkeley, Califòrnia, EUA: Ursula K. Le Guin, escriptora de ciència-ficció i fantasia però també de poesia, llibres infantils i assajos[21]
- 1942, Washington DC, EUA: Christopher A. Sims, economista estatunidenc, Premi Nobel d'Economia de l'any 2011.[22]
- 1949, Tel-Aviv, Israel: Binyamín Netanyahu, polític israelià, primer ministre d'Israel.[23]
- 1956, Beverly Hills, Carrie Fisher, actriu estatunidenca[24]
- 1957, Heidelberg, RFA: Wolfgang Ketterle, físic alemany, Premi Nobel de Física de l'any 2001.[25]
- 1958, Sotxi, URSS: Andre Geim, físic neerlandès d'origen rus, Premi Nobel de Física de l'any 2010.[26]
- 1980, Los Angeles, Califòrnia, EUA: Kim Kardashian, model, actriu i empresària estatunidenca.[27]
- 1992, Filadèlfia: Hari Nef, actriu, model i escriptora estatunidenca.[28]

## Necrològiques
Països Catalans
- 1905 - Barcelona: Josep Teodor Vilar i Farrés, compositor, professor de música i director d'orquestra català (n. 1836).
- 1957 - Santa Eulàlia del Riu, Eivissa: Laureà Barrau i Buñol, pintor català.
- 1958 - Barcelona: Lluís Masriera i Rosés, orfebre, pintor, escenògraf, comediògraf i director teatral català (n. 1872).[29]
- 1960 - Barcelona: Ferran Casablancas i Planell, empresari català, que va revolucionar la indústria cotonera al primer quart del segle xx (n. 1874).[30]
- 1968 - Barcelona: Aureli Maria Escarré i Jané, monjo benedictí i abat de Montserrat (n. 1908).[31]
- 1993 - Sant Cugat del Vallès: Mercè Vilaret i Llop, realitzadora pionera de televisió a Catalunya (n. 1943).[32]

Resta del món
- 1556 - Venècia (Itàlia): Pietro Aretino, escriptor italià (n. 1492).[33]
- 1615 - Valenciennes (Comtat d'Hainaut), Adrià de Montigny, pintor.
- 1805 - Barbate, Andalusia: Horatio Nelson, 1r Vescomte Nelson, 1r Baró Nelson del Nil, de Burham Thorpe i d'Hilborough, contraalmirall anglès.(n. 1758).[34]
- 1881 - Halle an der Saale: Eduard Heine, matemàtic (n. 1821).[35]
- 1904 - Suïssa: Isabelle Eberhardt, jove escriptora que adoptà la vida nòmada de les tribus beduïnes, a finals del S. XIX (n. 1877).[36]
- 1931 - Viena, Àustria: Arthur Schnitzler, dramaturg i novel·lista austríac en llengua alemanya, metge neuròleg de professió (n. 1862).[37]
- 1944 - Estocolm: Hilma af Klint, pintora sueca, primera artista a pintar art abstracte (n. 1862).[38]
- 1967 - Frankfurt del Main, Alemanya: Víctor Seix, editor català (n. 1923).[39]
- 1969 - St. Petersburg, Florida, EUA: Jack Kerouac, novel·lista i poeta estatunidenc, membre de la generació beat (n. 1922).[40]
- 1976 - Ciutat de Mèxic: Mercedes Pinto, escriptora i periodista canària (n. 1883).[41]
- 1984 - Neuilly-sur-Seine, Illa de França, França: François Truffaut, director de cinema francès (n. 1932).[42]
- 2003 - Los Angeles, Califòrnia (EUA): Elliott Smith, cantautor i músic dels Estats Units (n. 1969).[43]
- 2012 - Sioux Falls, Dakota del Sud (EUA) :George McGovern, polític i historiador estatunidenc (n. 1922).[44]
- 2014 - Sydney (Austràlia): Gough Whitlam, polític australià, primer ministre entre 1972 i 1975.(n. 1916).[45]

## Festes i commemoracions
- Santoral: Santa Úrsula de Colònia, verge i màrtir; Nunilona i Alòdia, màrtirs; Gaspare del Bufalo, prevere i fundador dels Missioners de la Preciosíssima Sang; beat Sanç d'Aragó i d'Hongria, bisbe i màrtir.
- Diada de Santa Úrsula, festa major petita de Valls (l'Alt Camp); diada castellera.